# خستگی از کاندوم
خستگی از کاندوم اصطلاحی است که توسط متخصصان پزشکی و آموزش‌دهندگان سکس ایمن برای اشاره به پدیده کاهش استفاده از کاندوم به کار می‌رود. این پدیده به کاهش اثربخشی پیام‌های سکس ایمن مرتبط است، زیرا افرادی که ضرورت استفاده از کاندوم‌ها را درک می‌کنند، همچنان استفاده از آن را ادامه می‌دهند. این موضوع معمولاً به عنوان یک ناامیدی نسبت به ایده آینده‌ای که با لذت جنسی کمتر به دلیل استفاده از کاندوم‌ها همراه است، ابراز می‌شود.
این اصطلاح به‌ویژه برای توصیف مردانی که با مردان دیگر رابطه جنسی (مردان مردآمیز) دارند به کار رفته است، هرچند که این اصطلاح شامل افراد از تمام جنسیت‌ها و گرایش‌های جنسی نیز می‌شود. خستگی از کاندوم به افزایش عفونت HIV مرتبط است، زیرا استفاده مداوم از کاندوم می‌تواند به‌طور قابل توجهی خطر انتقال یا ابتلا به HIV را کاهش دهد.
خستگی از کاندوم یک پدیده جهانی نیست. در آلمان، استفاده از کاندوم بین شرکای جنسی جدید از سال ۱۹۹۴ تا ۲۰۱۰ از ۶۵٪ به ۸۷٪ افزایش یافته است. با این حال، این پدیده در فرهنگ‌های مختلفی در ایالات متحده و سایر نقاط جهان مشاهده می‌شود.

## در بین مردان همجنسگرا
به‌طور تاریخی، مردان همجنس‌گرا بیشتر از سایرین از خستگی از کاندوم رنج می‌برند. برای مردان همجنس‌گرا، خستگی از کاندوم می‌تواند به طول مدت رابطه مرتبط باشد، زیرا مردانی که برای مدت طولانی‌تری سکس ایمن را تمرین کرده‌اند، بیشتر در معرض خستگی قرار می‌گیرند. خستگی از کاندوم همچنین می‌تواند به ترس‌ها دربارهٔ سکس مرتبط باشد، بخشی از آن به دلیل ارتباط دائمی استفاده از کاندوم با پیشگیری از ایدز است. به همین دلیل، برخی از مردان همجنس‌گرا درمان‌های بیومدیکال برای ایدز را به استفاده از کاندوم ترجیح می‌دهند. خستگی از کاندوم همچنین به اپیدمی ایدز مرتبط است، زیرا عدم استفاده از کاندوم در مردانی که با مردان دیگر رابطه جنسی دارند را در معرض خطر بالاتری برای ابتلا به این بیماری قرار می‌دهد.
اگرچه خستگی از کاندوم اغلب به‌عنوان دلیلی برای استفاده نامنظم از کاندوم ذکر می‌شود، اما لزوماً به‌عنوان انکار کامل کاندوم بیان نمی‌شود. بسیاری از مردان همجنس‌گرا با وجود خستگی خود به استفاده از کاندوم ادامه می‌دهند. در واقع، خستگی از کاندوم در ترکیب با عوامل دیگر استفاده نامنظم از کاندوم عمل می‌کند، مانند درک رضایت جنسی کمتر هنگام استفاده از کاندوم یا فکر کردن به اینکه فرد در معرض خطر بیماری‌های مقاربتی نیست.

## در میان دگر جنس گرایان
خستگی از کاندوم همچنین بر افرادی که در روابط دگرجنس‌گرا هستند تأثیر می‌گذارد. این موضوع به‌ویژه به‌عنوان یک مشکل مطرح شده است زیرا اپیدمی ایدز از عمدتاً تأثیر بر مردان همجنس‌گرا به تأثیر بر زنان و مردان هتروسکشوال با نرخ‌های مشابه یا بالاتر گسترش یافته است. در روابط هتروسکشوال، زن اغلب به مرد تکیه می‌کند تا کاندوم را تأمین کند، که این موضوع استفاده از کاندوم را به تمایل او برای استفاده از آن وابسته می‌کند و بار این پدیده را بر دوش مردان می‌گذارد. با وجود این و عوامل دیگر که منجر به عدم قدرت زنان در روابط می‌شود، مانند تکیه بر شوهر برای تأمین نیازهای اساسی، زنان نیز می‌توانند خستگی از کاندوم را تجربه کنند.
خستگی از کاندوم به‌ویژه در زوج‌های طولانی مدت شایع است که ممکن است باور داشته باشند از آنجا که شریک خود را به خوبی می‌شناسند، دیگر نیازی به نگرانی دربارهٔ ایدز ندارند. این خستگی می‌تواند با تمایل به احساس نزدیکی بیشتر به شریک در حین سکس تشدید شود.

## نمونه‌ها
عفونت HIV در میان مردان آمریکایی ۱۳ تا ۲۴ ساله که با مردان رابطه جنسی دارند، به‌طور سالانه با نرخ ۱۲٪ در حال افزایش است. کارشناسان این افزایش را به «خستگی از ایدز» در میان جوانانی نسبت می‌دهند که هیچ خاطره‌ای از بدترین مرحله اپیدمی در دهه ۱۹۸۰ و اوایل ۱۹۹۰ ندارند و همچنین به «خستگی از کاندوم» در میان افرادی که از پیام مداوم سکس ایمن خسته و ناامید شده‌اند. این افزایش ممکن است همچنین به دلیل درمان‌های جدید این بیماری باشد.